# Provisioning
Telekommunikációs körökben a provisioning kifejezés egy telekommunikációs szolgáltatás aktiválását vagy megváltoztatását jelenti.
Egyfelől ez maga a folyamat, a felhasználói igény jelzésétől az összes szükséges változtatás megtételéig (például adatbázisokba a változás bevezetése, kábel kihúzása, ügyfél számára berendezések átadása), másfelől provisioning rendszereknek nevezik azokat a middleware rendszereket, amelyek az ügyféladminisztrációs rendszerek felől érkező kéréseket fogadják, értelmezik, és a meghatározott üzleti folyamatok mentén a különféle hálózati eszközök és adatbázisok felé az általuk értelmezhető rendszerspecifikus üzeneteket szétküldik.